# Trama de los hidrocarburos

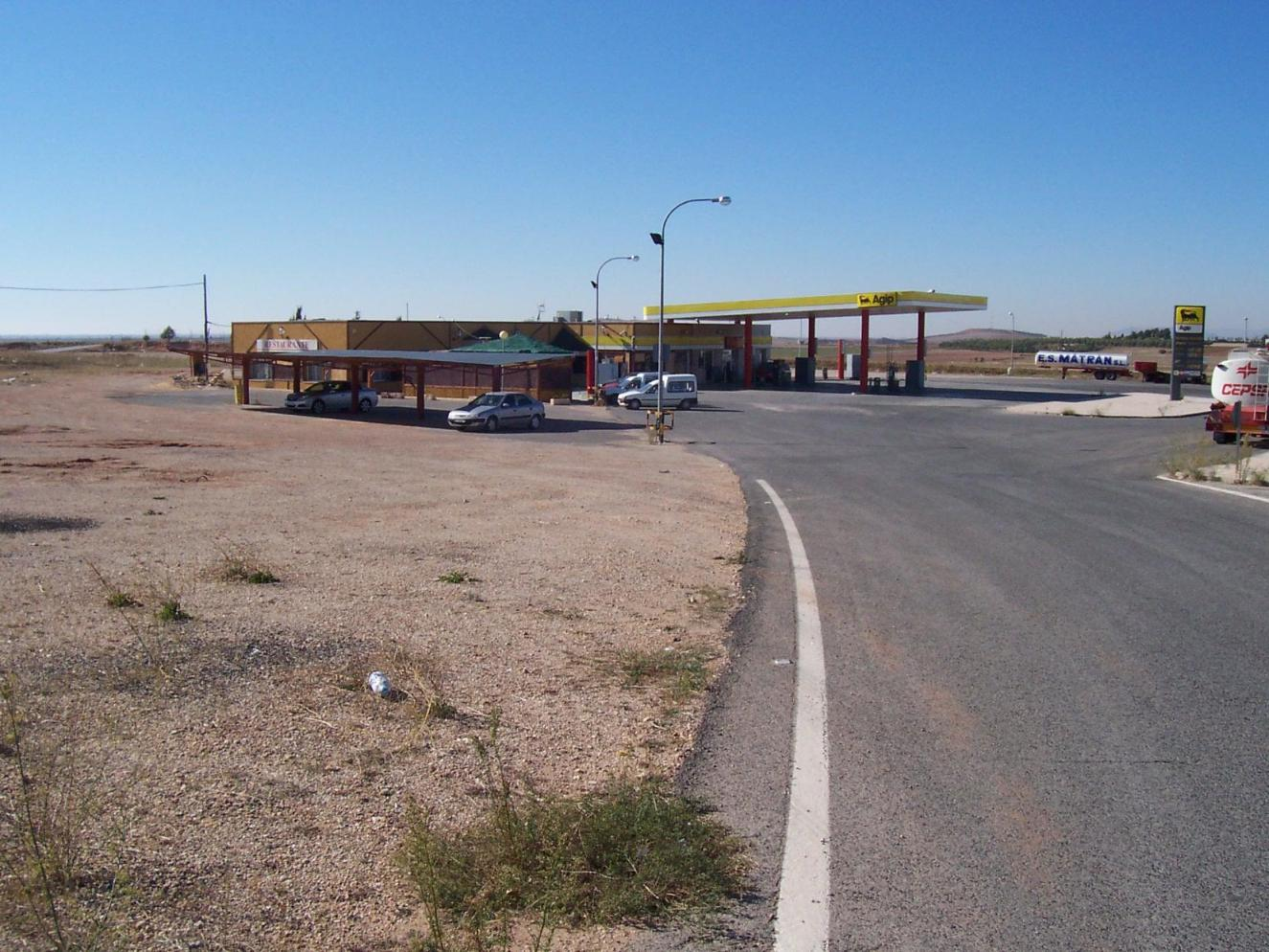
Una gasolinera de Castilla-La Mancha.

La trama de los hidrocarburos es el nombre con el que diversos medios y fuentes judiciales se refieren a un conjunto de redes empresariales y políticas presuntamente implicadas en actividades de fraude fiscal, blanqueo de capitales y corrupción vinculadas al sector de distribución y comercialización de carburantes en España. Las investigaciones, en curso desde la década de 2010, se intensificaron a partir de 2022, con ramificaciones en diversas comunidades autónomas, especialmente en Madrid, la Comunidad Valenciana, Andalucía y Castilla-La Mancha.

## Mecanismo de fraude
España cuenta con un régimen fiscal complejo para la distribución de carburantes, que incluye el impuesto especial sobre hidrocarburos y el IVA, además de controles sobre los depósitos fiscales. Las estructuras de comercialización permiten que empresas mayoristas operen mediante sociedades interpuestas, lo que ha facilitado, según los investigadores, la aparición de tramas fraudulentas.
Las investigaciones han descrito un esquema basado en el uso de empresas pantalla, también denominadas "truchas", que compraban carburantes a precio reducido sin aplicar los impuestos correspondientes, para luego revenderlos a precio de mercado. Los ingresos generados no se declaraban, y las empresas eran disueltas o declaradas insolventes antes de que la Agencia Tributaria pudiera reclamar el importe evadido.
Este tipo de fraude, conocido como "fraude carrusel" o "fraude del IVA", también implicaba en ocasiones la falsificación de albaranes, la ocultación de trazabilidad del producto y el uso de testaferros. Parte del dinero obtenido se habría blanqueado a través de bienes inmuebles, inversiones societarias y cuentas en el extranjero.

## Investigaciones policiales y judiciales
Diversos cuerpos policiales, principalmente la Unidad Central Operativa (UCO) de la Guardia Civil y la Agencia Estatal de Administración Tributaria (AEAT), han participado en operativos relacionados con esta trama. Algunas de las investigaciones más destacadas incluyen las siguientes.

### Operación Drake
Iniciada en 2019, esta operación se centró en la empresa Hafesa Energía y su presidente, Alejandro Hamlyn, acusados de defraudar más de 154 millones de euros en IVA entre 2016 y 2019. El juicio, previsto para mayo de 2025, fue aplazado debido a la incomparecencia de Hamlyn, quien se encontraba en Dubái.

### Operación Gaslow
Realizada en 2021, consistió en una investigación policial y judicial contra un grupo empresarial que operaba fraudulentamente en el sector de los hidrocarburos, defraudando grandes cantidades de dinero a Hacienda mediante el impago sistemático del IVA. Se trató de una de las primeras operaciones que evidenció el alcance del fraude de carburantes en España y destapó un modus operandi que luego reaparecería en operaciones posteriores como la Quíone o el caso Aldama.

### Operación Quíone
En febrero de 2025, la Agencia Tributaria y la Guardia Civil desarticularon una organización criminal que habría defraudado 184 millones de euros en IVA en el sector de los hidrocarburos. Se realizaron 19 registros, se detuvo a 11 personas y se incautaron 7 millones de euros en criptoactivos.

### Caso Villafuel
La empresa Villafuel S.L., con ventas superiores a 815 millones de euros en 2022, fue investigada por operar como mayorista de productos petrolíferos mediante prácticas fraudulentas. El empresario Víctor de Aldama, vinculado también al caso Koldo, fue señalado como uno de los principales responsables de esta trama.

### Operación Fuel
En mayo de 2024, la Agencia Tributaria inició la operación "Fuel", en la que se requirió información a más de 400 gasolineras en 14 comunidades autónomas. El objetivo era identificar estaciones de servicio que vendían carburante a precios anormalmente bajos, lo que podría indicar la adquisición de combustible a través de canales fraudulentos, evitando el pago del IVA correspondiente.

## Implicaciones políticas
La trama de los hidrocarburos en España ha desatado una serie de implicaciones políticas que afectan tanto al Partido Socialista Obrero Español (PSOE) como al Partido Popular (PP), generando un clima de tensión y controversia en el panorama político nacional.

### Víctor de Aldama
Víctor de Aldama, empresario implicado en la trama de los hidrocarburos y en el caso Koldo, ha sido señalado por mantener relaciones directas con altos cargos del PSOE y del Gobierno. Según informes de la UCO, Aldama habría utilizado su influencia política para facilitar operaciones fraudulentas en el sector de los hidrocarburos, defraudando a la Hacienda Pública más de 182 millones de euros.

### José Luis Ábalos
El exministro de Transportes, José Luis Ábalos, ha sido acusado de recibir un chalé en Cádiz como dádiva por facilitar la concesión de una licencia para la venta de combustible a la operadora Villafuel SL. Esta acusación forma parte de las investigaciones en curso sobre la trama de los hidrocarburos y ha generado un intenso debate político.

### Reuniones con miembros del Gobierno
El jefe de gabinete de la exministra de Industria, Reyes Maroto, admitió haber mantenido reuniones con representantes de la empresa Villafuel para tratar la concesión de licencias de operador en el sector de los hidrocarburos. Estas reuniones, según se ha informado, fueron solicitadas por Koldo García, exasesor del ministro Ábalos, lo que ha levantado sospechas sobre posibles implicaciones del Gobierno en la trama.

### Leire Díez
Leire Díez, exmilitante del PSOE, se vio envuelta en una polémica tras la filtración de audios en los que mantenía conversaciones con implicados en causas judiciales como el caso Koldo y la trama de los hidrocarburos. En dichas grabaciones, hacía referencia a posibles contactos e influencias en la judicatura y la Guardia Civil.

### Implicación de ex altos cargos del PP
La trama también ha salpicado al Partido Popular, especialmente en Galicia, donde Norberto Uzal, exdirector general de Administración Local durante el gobierno de Alberto Núñez Feijóo, ha sido acusado de participar en el fraude de los hidrocarburos. La Fiscalía solicita para él más de 89 años de prisión por delitos de organización criminal y blanqueo de capitales.

## Consecuencias económicas
La trama de los hidrocarburos ha tenido un impacto económico severo en España, tanto en términos fiscales como en el funcionamiento del mercado energético. Desde el punto de vista de la Hacienda pública, se estima que las pérdidas directas por fraude en el IVA superan los 231 millones de euros entre 2021 y 2024, según datos aportados por la Unidad Central Operativa (UCO) de la Guardia Civil. No obstante, otras fuentes elevan el fraude acumulado a cifras cercanas a los 3.000 millones de euros, teniendo en cuenta todas las operaciones desmanteladas y las redes aún bajo investigación.
En 2023, la Agencia Tributaria detectó un aumento significativo en el fraude vinculado a los hidrocarburos, con un total defraudado que alcanzó los 715 millones de euros, lo que supuso un incremento del 55 % respecto al año anterior. Este fenómeno ha provocado una alteración profunda en el mercado, favoreciendo la competencia desleal y afectando a los operadores legales. Se estima que hasta una cuarta parte del gasóleo vendido en España podría estar vinculado a operaciones fraudulentas, lo que distorsiona los precios y debilita la estabilidad del sector.
Las empresas implicadas en la trama solían vender carburantes a precios anormalmente bajos, gracias a que evadían los impuestos aplicables, especialmente el IVA. Esta práctica no solo perjudicaba al erario público, sino que también erosionaba los márgenes comerciales de las empresas que cumplían con la legalidad, obligándolas a competir en condiciones desiguales.
Ante esta situación, el Gobierno ha impulsado diversas medidas de control y reforma. Entre ellas destaca la creación del Registro de Extractores de Depósitos Fiscales (REDEF) y la imposición de una nueva obligación fiscal: el pago anticipado del 110 % del IVA correspondiente al carburante extraído de los depósitos fiscales. Estas medidas buscan reforzar el control sobre las operaciones y evitar que las empresas fraudulentas desaparezcan antes de cumplir con sus obligaciones tributarias.
Además, se han anunciado nuevas reformas legales para endurecer los requisitos que deben cumplir los operadores de hidrocarburos, tanto en materia fiscal como medioambiental, con el objetivo de depurar el sector y evitar la repetición de fraudes similares en el futuro.